# Thinstation
Thinstation — дистрибутив Linux, разработанный специально для создания тонких клиентов. Представляет собой «урезанный» Linux с предустановленными программами, необходимыми для работы сети.

## Возможности
- Занимает мало места.
- Имеет модульную структуру.
- Не использует менеджер пакетов.
- Обеспечивает полную поддержку по большинству протоколов удаленного доступа:
  - Citrix ICA
  - NX NoMachine
  - 2X ThinClient
  - RDP через rdesktop или FreeRDP
  - Cendio ThinLinc
  - Tarantella
  - X
  - telnet
  - tn5250
  - VMS term
  - SSH

## Схема работы
Схема загрузки по сети тонкого клиента следующая:
Компьютер-клиент, запускаясь, по технологии PXE (или IPXE) ищет сервер DHCP, который по протоколу TFTP передаёт ему файл-загрузчик. Загрузчик запускает на клиенте расположенный на сервере Thinstation Linux, который затем по протоколу RDP обращается к основной операционной системе сервера.

## Пакет поставки
Thinstation можно самостоятельно откомпилировать из исходного кода (размер пакета 1.3 Гб), что требует компьютер с установленным Linux. Или скачать дистрибутив DevStation для создания сборок, требующий для работы не менее 2 Гб памяти и 20 Гб места.
Размер файла старых сборок — примерно несколько десятков Мб, что позволяет использовать для загрузки старые компьютеры с малым объёмом оперативной памяти.
Существуют русские компиляции ядра.